# 文子天满宫神社

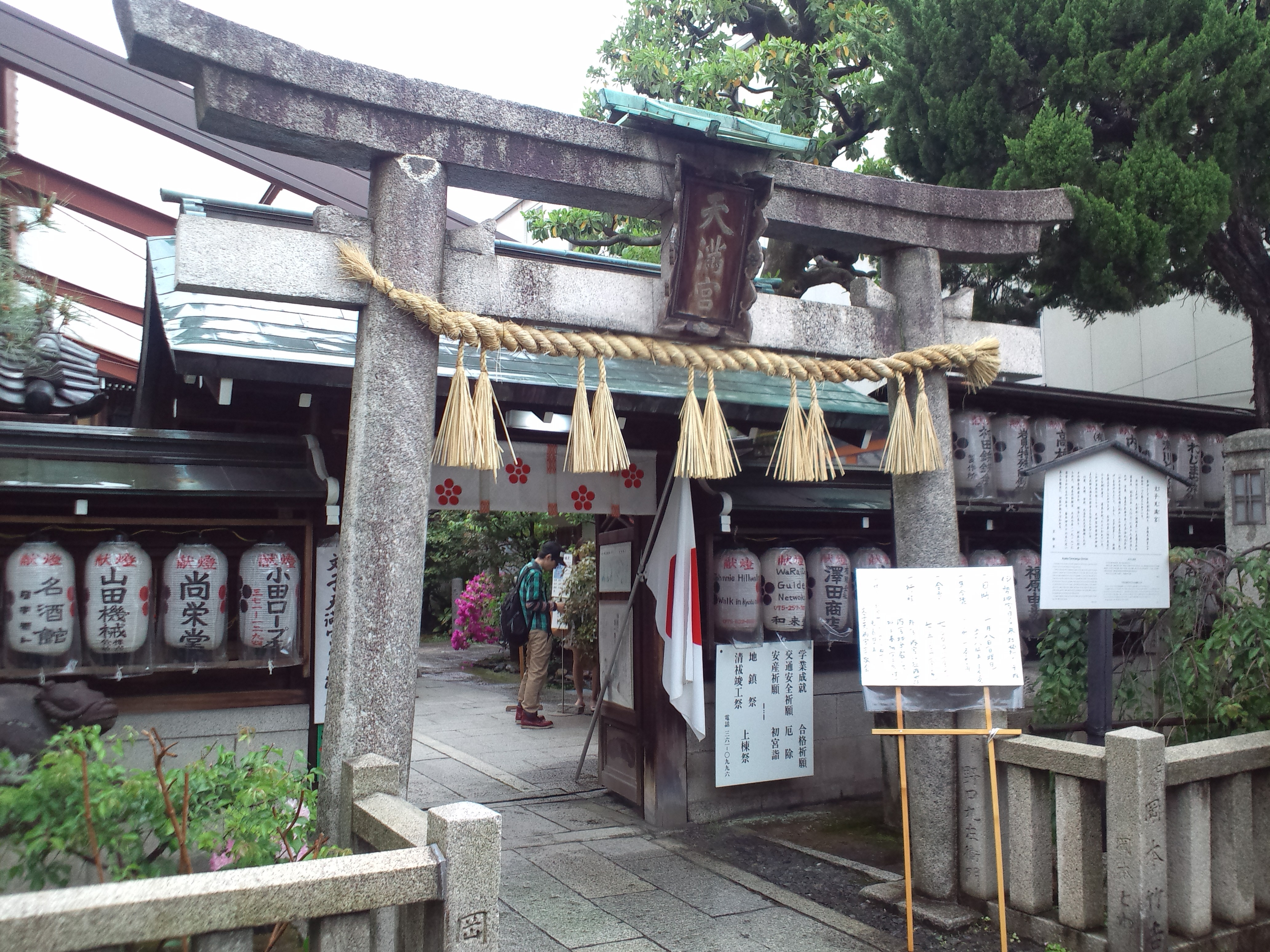
入口鳥居

文子天满宫神社（あやこてんまんぐう）是日本京都府京都市的一座神社（天满宫），位于下京区間之町通花屋町下天神町。旧社格为村社。

## 祭神
文子天满宫神社祭祀菅原道真及其乳母多治比文子。

## 歴史
文子天满宫神社創建于947年。为天神信仰发祥的神社，上京区北野天满宫前身。
以後，文子天满宫先后曾毁于天明、安政、元治的大火，然后都再度重建。現在的社殿建于1918年（大正7年）。

## 境内

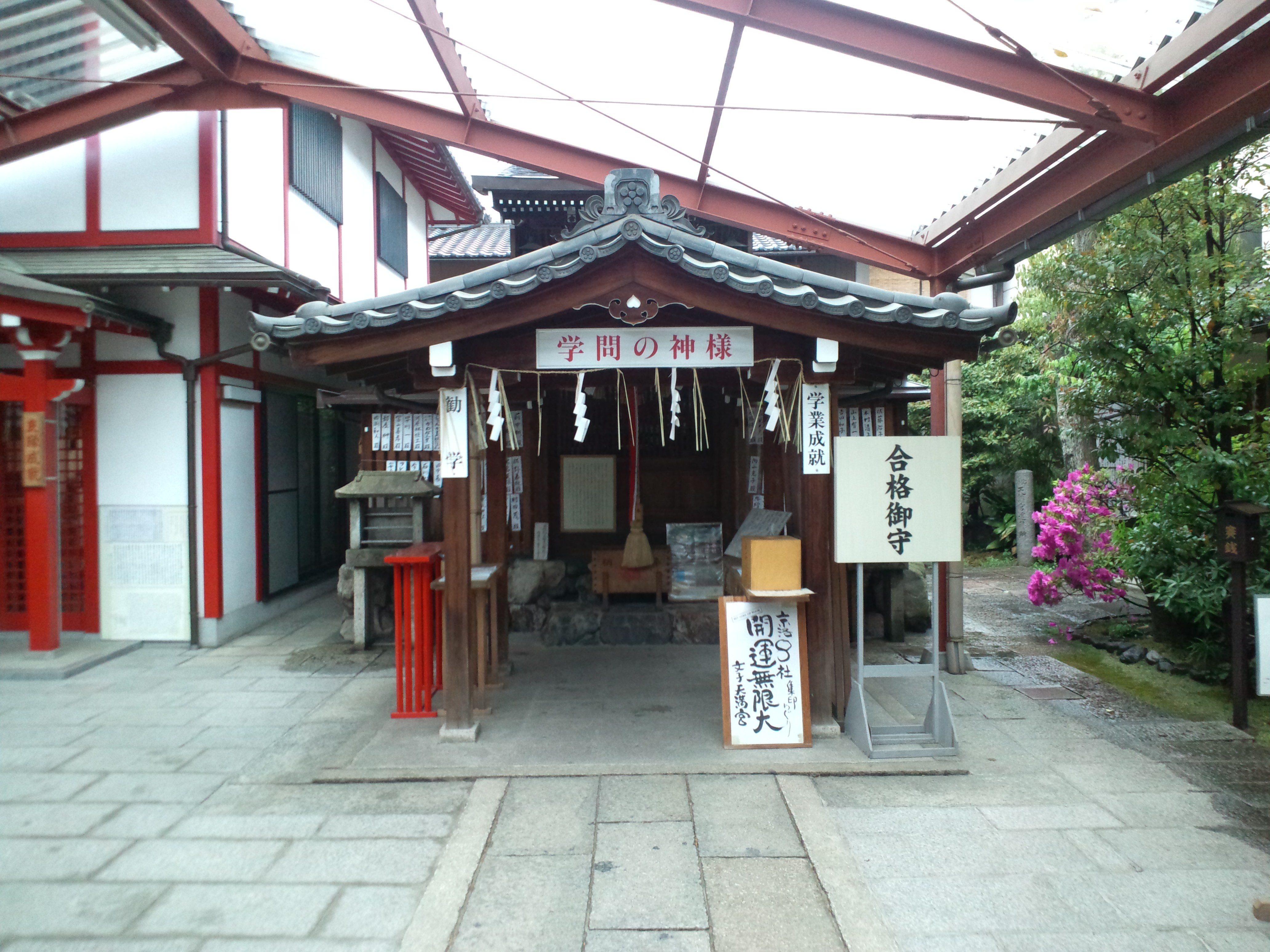
大殿
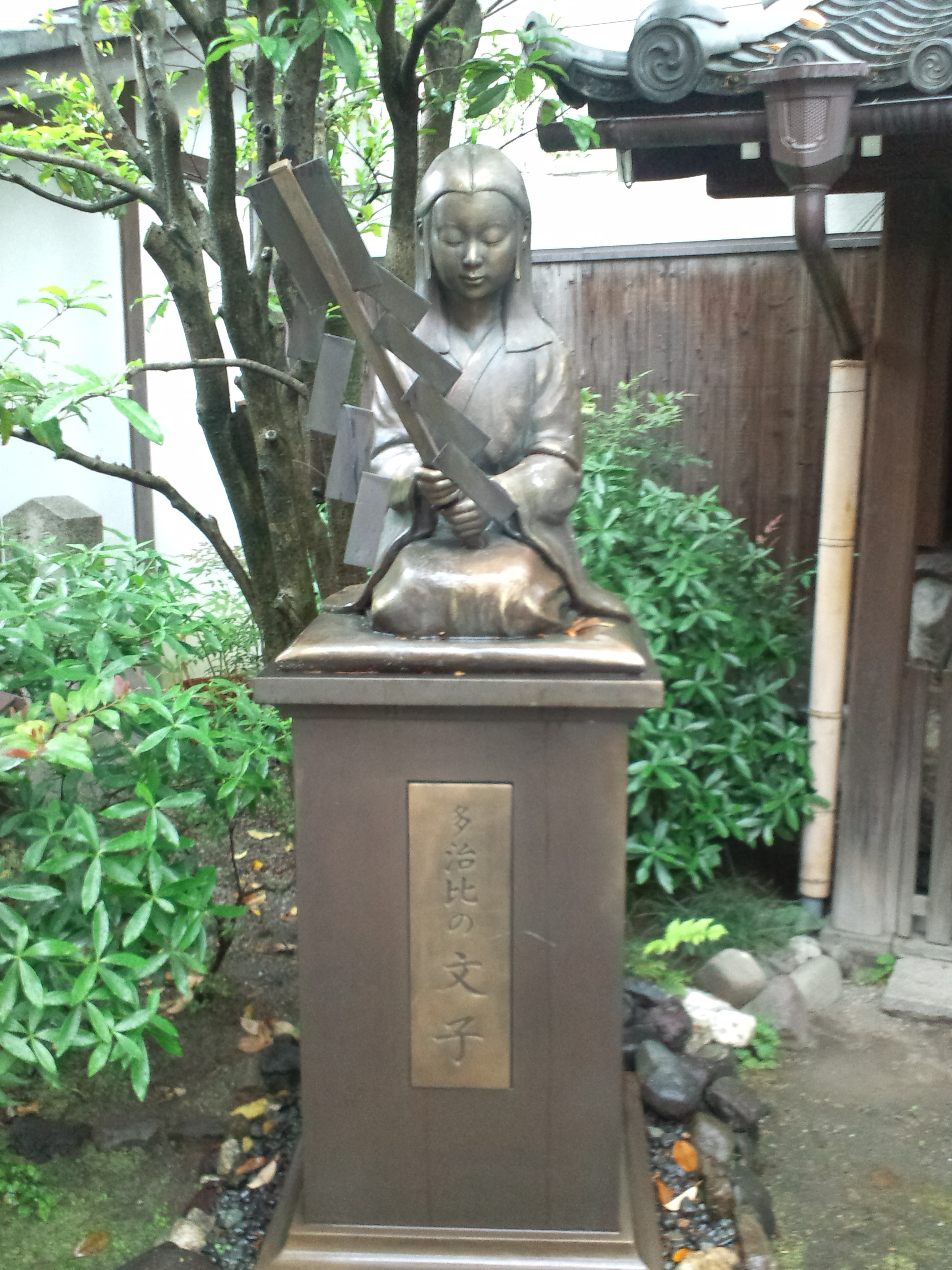
多治比文子像
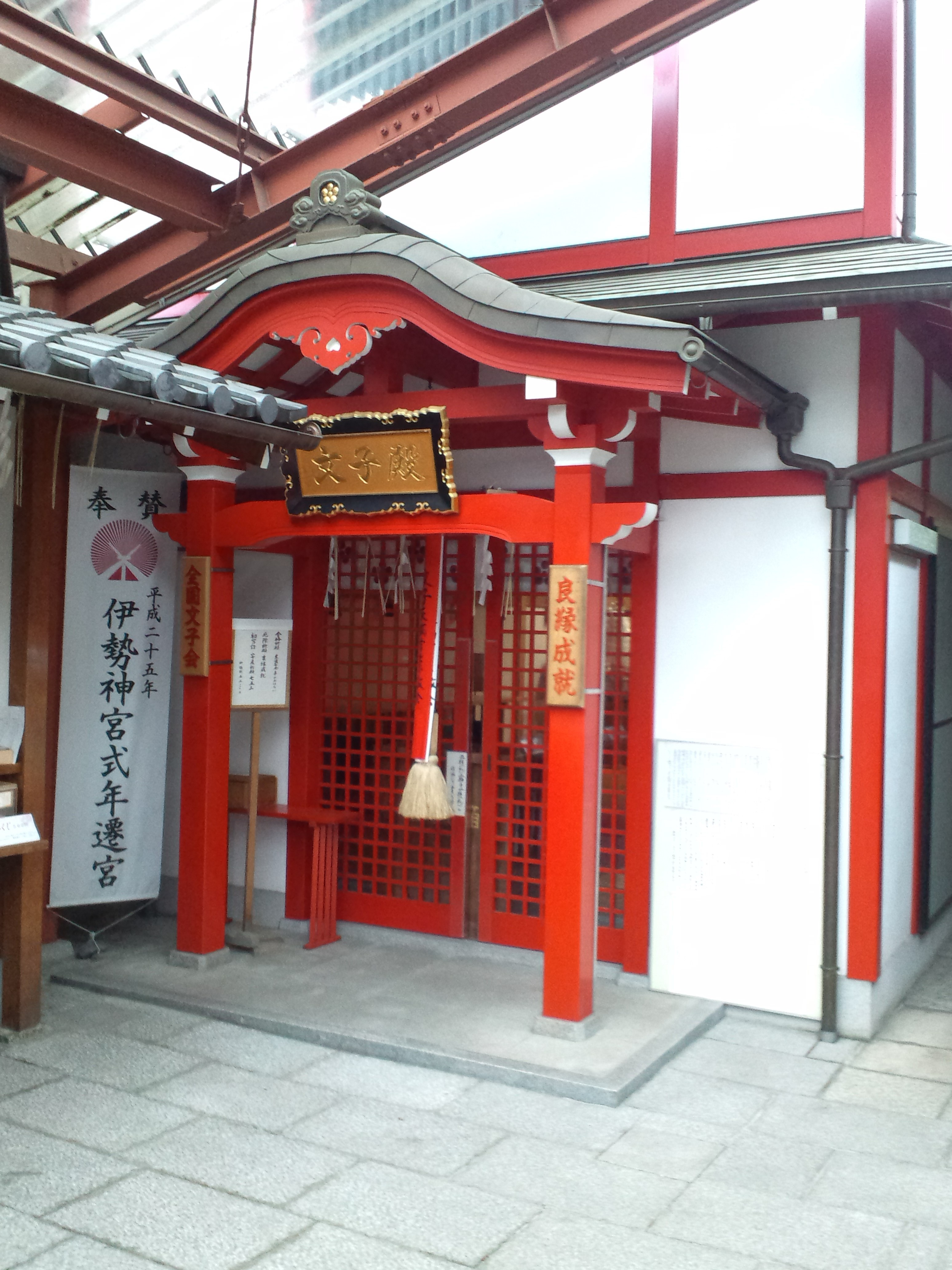
文子殿

## 交通
- JR西日本及近鉄京都線京都站下車後、徒歩約8分

## 外部リンク
- 文子天満宮 公式ウェブサイト